# Ipomopsis roseata
Ipomopsis roseata är en blågullsväxtart som först beskrevs av Per Axel Rydberg, och fick sitt nu gällande namn av V. Grant. Ipomopsis roseata ingår i släktet Ipomopsis och familjen blågullsväxter. Inga underarter finns listade i Catalogue of Life.